# 迦得
迦得是雅各的第七个儿子，利亚的使女悉帕为雅各所生的第一个儿子。名字的意思是「万幸」（创世记30:9）。也是以色列十二支派的迦得支派的祖先。
他父亲雅各在临终前给他的祝福是：「迦得必被追击者追击，他却要追击他们的脚跟。」（创世记49:19）
而摩西给他的祝福是：「论迦得说，使迦得扩张的当受颂赞。迦得住如母狮；他撕裂膀臂，连头顶也撕裂了。」（申命记33:20）  
| 雅各和各个妻妾所生的子女及出生次序 |                    |                    |                    |                    |                    |                    |                    |                    |                    |            |               |           |           |             |              |              |
| 利亚                               | 利亚               | 利亚               | 利亚               | 利亚               | 利亚               | 利亚               | 利亚               | 利亚               | 利亚               | 流便（1）  | 西缅（2）     | 利未（3） | 犹大（4） | 以萨迦（9） | 西布伦（10） | 底拿（女儿） |
| 拉结                               | 拉结               | 拉结               | 拉结               | 拉结               | 拉结               | 拉结               | 拉结               | 拉结               | 拉结               | 约瑟（11） | 便雅悯（12）  |           |           |             |              |              |
| 辟拉（拉结的侍女）                 | 辟拉（拉结的侍女） | 辟拉（拉结的侍女） | 辟拉（拉结的侍女） | 辟拉（拉结的侍女） | 辟拉（拉结的侍女） | 辟拉（拉结的侍女） | 辟拉（拉结的侍女） | 辟拉（拉结的侍女） | 辟拉（拉结的侍女） | 但（5）    | 拿弗他利（6） |           |           |             |              |              |
| 悉帕（利亚的侍女）                 | 悉帕（利亚的侍女） | 悉帕（利亚的侍女） | 悉帕（利亚的侍女） | 悉帕（利亚的侍女） | 悉帕（利亚的侍女） | 悉帕（利亚的侍女） | 悉帕（利亚的侍女） | 悉帕（利亚的侍女） | 悉帕（利亚的侍女） | 迦得（7）  | 亚设（8）     |           |           |             |              |              |